# 城東高等学校 (ソウル特別市)

城東高等学校

城東高等学校（ソンドンこうとうがっこう）はソウル特別市中区にある公立高等学校である。

## 年表
- 1906年2月1日 - 皇城基督教青年学館として設立される。
- 1926年6月1日 - 中央基督教青年会学校となる。
- 1938年10月18日 - 京城英彰学校と命名
- 1949年8月24日 - 現在の位置に城東公立中学校（6年制）を開設。
- 1951年1月4日 - 大田市に臨時校を開設。
- 1951年5月8日 - 釜山市に避難校を開設。
- 1951年 - 学制改編により城東中学校と城東高等学校に分離。
- 1953年9月10日 - 大田にある臨時校と釜山にある臨時校を閉鎖してソウルに戻る。
- 1968年10月1日 - 新校舎竣工
- 2009年11月10日 - 自立型公立高等学校に指定。
- 2009年12月 - 現在の校舎が竣工
- 2010年3月1日 - 自立型公立高等学校として運営。

## 基礎データ

### 所在地
- ソウル特別市中区

### アクセス
- ソウル交通公社2号線、ソウル交通公社6号線新堂駅